# Língua de sinais do Nepal
A Língua de Sinais do Nepal (em Portugal: Língua Gestual do Nepal) é a língua de sinais (pt: língua gestual) usada pela comunidade surda no Nepal.